# Ethernet Automatic Protection Switching
Ethernet Automatic Protection Switching (EAPS) використовується для створення стійкої до відмов топології шляхом налаштування основного та резервного шляху для кожного VLAN.
Розроблений компанією Extreme Networks і поданий до IETF як RFC3619, Ethernet Automatic Protection Switching (EAPS) має на меті забезпечити високу доступність Ethernet-комутаторів у кільцевих мережах (які часто використовуються в Metro Ethernet), замінюючи застарілі волоконно-оптичні кільця на основі TDM для транспортування даних з захистом від відмов.
Інші реалізації включають Ethernet Protection Switching Ring (EPSR) від компанії Allied Telesis, яка вдосконалила EAPS для забезпечення повного захисту транспортування послуг IP Triple Play (голос, відео та інтернет-трафік) у розгортаннях xDSL/FTTx.
EAPS/EPSR — це найбільш широко розгорнуте рішення для перемикання Ethernet-захисту, яке підтримує сумісність з різними постачальниками обладнання. EAPS/EPSR є основою для ITU G.8032 — рекомендації щодо Ethernet-захисту.

## Операція
Кільце формується шляхом налаштування домена. Кожен домен має один головний вузол (master node) та багато транзитних вузлів (transit nodes). Кожен вузол має основний порт і резервний порт, обидва з яких здатні передавати керувальний трафік до головного вузла. У нормальному режимі роботи резервний порт на головному вузлі заблокований для всіх захищених VLAN.
Коли виникає ситуація з відмовою з'єднання, пристрої, які виявили несправність, надсилають керувальне повідомлення до головного вузла. Потім головний вузол розблокує резервний порт і дає вказівку транзитним вузлам очистити їхні таблиці пересилання (forwarding databases). Наступні пакети, що передаються мережею, можуть бути надіслані через (тепер увімкнений) резервний порт, а також вивчені без будь-яких порушень у роботі мережі.
Час перемикання після відмови зазвичай становить близько 50 мс.
Один і той самий комутатор може належати кільком доменам і, відповідно, кільком кільцям. Однак ці кільця діють як незалежні одиниці та можуть контролюватися окремо.

## EAPS v2
EAPSv2 налаштовується та вмикається для уникнення потенційних супер-петель у середовищах, де кілька доменів EAPS використовують спільне з'єднання. EAPSv2 працює за допомогою механізму контролера та партнера. Статус спільного порту перевіряється за допомогою обміну здоровими PDU між контролером і партнером.
Коли спільне з'єднання виходить з ладу, налаштований контролер відкриває лише один сегментний порт для кожного захищеного VLAN, залишаючи всі інші сегментні порти в заблокованому стані. Цей стан зберігається, поки контролер не отримає здорові PDU через (пошкоджене) спільне з'єднання.
Хоча це не підтримується компанією Extreme Networks, можна використовувати не-EAPS (але з тегами) комутатори між Контролером і Партнером для завершення спільного з'єднання.
Коли спільне з'єднання відновлюється, Контролер може розблокувати свої порти, майстри отримають свої пакети привітання (hello packets), і кільця будуть захищені своїми відповідними майстрами.

## Рекомендована література
- Kwang-Koog Lee, Jeong-dong Ryoo, and Seungwook Min, «An Ethernet Ring Protection Method to Minimize Transient Traffic by Selective FDB Advertisement,» ETRI Journal, vol.31, no.5, October. 2009, pp.631-633 [Архівовано 2011-07-21 у Wayback Machine.]
- Kwang-Koog Lee, Jeong-dong Ryoo, «Flush Optimizations to Guarantee Less Transient Traffic in Ethernet Ring Protection», ETRI Journal, том 32, № 2, квітень 2010 р., стор. 184—194